# GMA T.33
GMA T.33 – supersamochód klasy średniej produkowany pod brytyjską marką GMA od 2024 roku.

## Historia i opis modelu

GMA T.33 - tył

W styczniu 2022 Gordon Murray przedstawił drugi model opracowany z myślą o swoim przedsiębiorstwie w postaci supersamochodu GMA T.33, będąc modelem o charakterze GT i stanowiąc mniej wyczynową alternatywę dla topowego T.50. Pierwsza publiczna prezentacja pojazdu miała miejsce w marcu 2022 podczas prezentacji w Goodwood. Projekt stylistyczny wyróżnił się łagodnie zarysowanymi proporcjami nawiązującymi do klasycznych samochodów sportowych z drugiej połowy XX wieku, takich jak Lamborghini Miura. Muskularnie zarysowane nadkola płynnie komponują się z owalnymi reflektorami wykonanymi w technologii LED. Tylną część nadwozia przyozdobiła charakterystyczna, zakrzywiona na krawędziach szyba. Ukształtowanie bryły nadwozia podyktowane było optymalizacją właściwości aerodynamicznych.
W przeciwieństwie do T.50, GMA T.33 jest klasycznym dwumiejscowym coupé z asymetrycznie ulokowanym stanowiskiem kierowcy. Samochód wyposażony został w rozbudowane elementy z zakresu komfortu podróży, na czele z systemem multimedialnym obsługującym interfejs Apple CarPlay i Android Auto. Zegary zyskały dla kontrastu w pełni analogową formę. Bagażnik umożliwia transport do 280 litrów bagażu. T.33 ma za zadanie połączyć osiągi, komfort oraz wygodę w codziennym użytkowaniu.
Podobnie jak w przypadku modelu GMA T.50, do napędu T.33 wykorzystany został wolnossący silnik benzynowy typu V12 konstrukcji brytyjskiej firmy Cosworth, który przeszedł modyfikacje. Przy pojemności 3,9 litra, silnik rozwinął moc 615 KM i 451 Nm maksymalnego momentu obrotowego. Umieszczona centralnie jednostka została połączona z dwoma 6-biegowymi przekładniami biegów do wyboru: manualną typu Xtrac lub automatyczną wyposażoną w manetki przy kole kierownicy. Dla zachowania optymalnej sztywności, Gordon Murray zdecydował się tylne zawieszenie przymocować bezpośrednio do obudowy skrzyni biegów. Niską masę całkowitą pozwoliło wykorzystanie włókna węglowego do m.in. wykonania nadwozia, szkieletu czy podzespołów technicznych.

### Sprzedaż
Początek produkcji GMA T.33 wyznaczony został na początek 2024 roku w brytyjskich zakładach Gordon Murray Automotive w Shalford. Producent zaplanował zbudowanie łącznie 100 ręcznie montowanych sztuk supersamochodu, z czego cena za każdy z egzemplarzy została określona na 1,37 miliona funtów w wartości netto. Samochód przeznaczono dla klientów z regionów zarówno z rynkiem lewostronnym, jak i prawostronnym, przewidując rozbudowane opcje personalizacji i możliwość poruszania się po drogach publicznych.

### Silnik
- V12 3.9l Cosworth 615 KM